# 667
667 (DCLXVII na numeração romana) foi um ano comum do século VII, do Calendário Juliano, da Era de Cristo, teve início a uma sexta-feira e terminou também a uma sexta-feira, a sua letra dominical foi C.
| ano completo                       |
| ---------------------------------- |
| Ano comum com início à sexta-feira |

## Eventos
- O rei Munmu de Silla inicia o derradeiro ataque contra Koguryo na Peninsula da Coréia [1]